# Hecastocleis shockleyi
Hecastocleis shockleyi ist die einzige Art der monotypischen Pflanzengattung Hecastocleis und bildet alleine die Unterfamilie Hecastocleidoideae in der Familie der Korbblütler (Asteraceae).

## Beschreibung

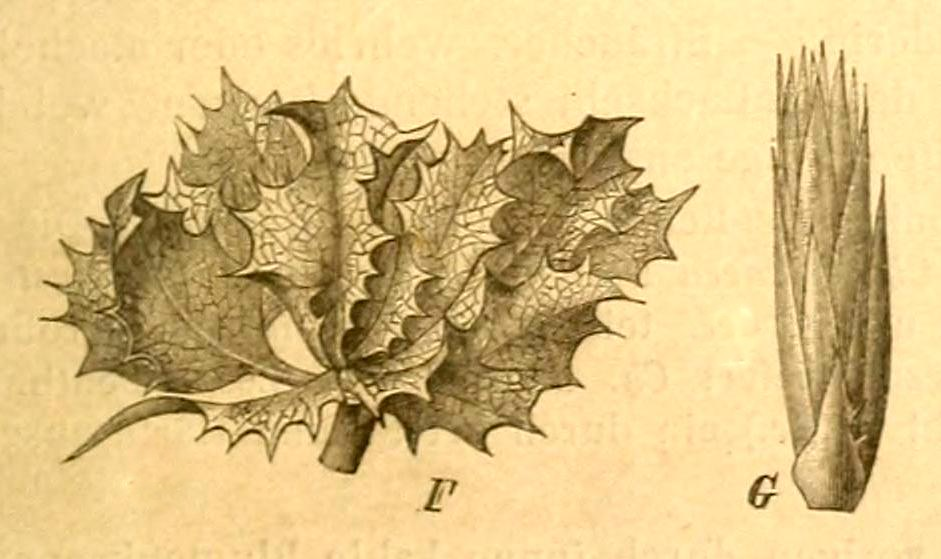
Illustration

### Vegetative Merkmale
Hecastocleis shockleyi wächst als Halbstrauch oder Strauch mit Wuchshöhen von meist 40 bis 80 (selten über 150) Zentimetern. Hecastocleis shockleyi bildet Ausläufer (Stolonen) und wurzelt tief. Die Rinde ist anfangs hellgrün, wird dann weißlich-braun und zuletzt aschgrau bis braun. Die Trichome (Haare) sind einfach und weiß. In den Blattachseln befinden sich meist Haarbüschel.
Die wechselständig angeordneten Laubblätter sind ungestielt. Die einfache Blattspreite ist bei einer Länge von 1 bis 4 Zentimetern linealisch. Die Blattbasis ist keilförmig und mehr oder weniger stängelumfassend. Die Blattoberfläche ist filzig behaart bis kahl. Der verdickte Blattrand ist glatt oder im unteren Bereich mit drei bis sechs Dornen bewehrt.

### Generative Merkmale
Die Blütezeit reicht von April bis Juni. Ein bis fünf körbchenförmige Blütenstände erster Ordnung sind in körbchenförmigen Blütenständen zweiter Ordnung zusammengefasst (Doppelkorb). Die Blütenstände zweiter Ordnung weisen einen Durchmesser von 15 bis 25 Millimetern auf und werden von eiförmigen bis rundlichen, bewehrten Hochblättern umgeben. Die 20 bis 30 ungleichen, eiförmigen bis lanzettlichen Hüllblätter stehen in zwei bis fünf Reihen. Der Blütenstandsboden ist flach und unbehaart. Jedes Blütenkörbchen erster Ordnung enthält nur eine Blüte. Die radiärsymmetrische Blüte ist zwittrig. Die fünf anfangs rötlich purpurfarbenen, später grünlich weißen, glatten Kronblätter sind röhrig verwachsen und etwa 10 Millimeter lang. Die fünf Kronlappen sind etwa gleich lang wie die Kronröhre. Die fünf Staubblätter sind purpur- bis hellrosafarben. Die zwei Griffeläste sind mit Durchmessern von 0,1 bis 0,5 Millimetern relativ dick.
Die braune bis schwarze, glatte Achäne ist mehr oder weniger abgeflacht, undeutlich vier- bis fünfnervig und 5 Millimeter groß. Der 1 bis 2 Millimeter große Pappus besteht aus nur sechs ungleichen Schuppen, die einen glatten oder vielzähnigen Rand besitzen; manchmal bilden sie einen zerrissenen Kranz.
Die Chromosomengrundzahl beträgt x = 8; es liegt Diploidie vor mit einer Chromosomenzahl 2n = 16.

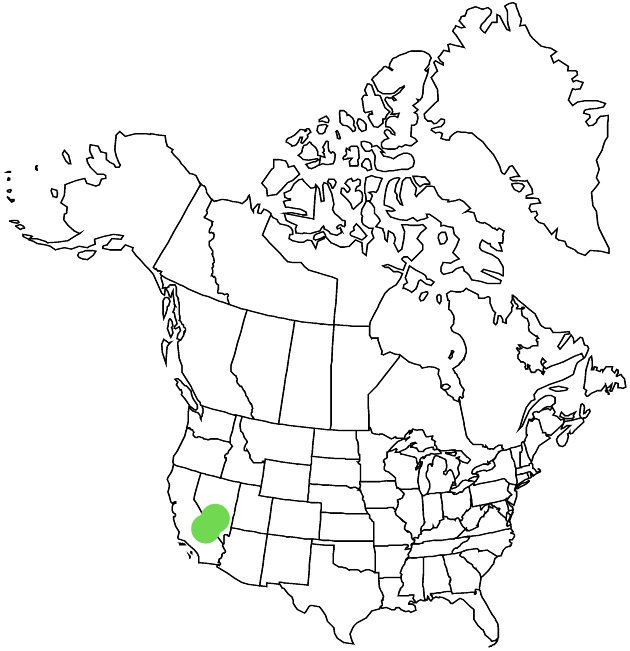
Verbreitung von Hecastocleis shockleyi

## Vorkommen
Die Heimat von Hecastocleis shockleyi liegt in den südwestlichen USA. Hecastocleis shockleyi besitzt Areale im  südwestlichen Nevada und in angrenzenden Gebieten in Kalifornien. In ariden Regionen wächst Hecastocleis shockleyi in Höhenlagen von 1700 bis 2000 Metern. Sie gedeiht in Gebieten über Granit oder Basalt und mit „Caliche“-Böden (Böden mit harten Kalk-Krusten). Sie wächst auch direkt in Felsen oder stark durchlässigen Böden.

## Systematik
Die Gattung Hecastocleis wurde 1882 mit der Art Hecastocleis shockleyi von Asa Gray aufgestellt. Das Artepitheton shockleyi ehrt den US-amerikanischen Bergbau-Ingenieur und Pflanzensammler William Hillman Shockley (1855–1925). Die monotypische Gattung Hecastocleis bildet alleine die Unterfamilie Hecastocleidoideae in der Familie der Asteraceae.